# 林檉藩
林檉藩（？—？），福建福州府閩縣人，清朝政治人物。

## 生平
光緒二十年（1894年）甲午恩科三甲第一百三十四名進士。同年五月，著交吏部掣籤分發各省，授孟縣知縣。